# Michael Vogt (Bobfahrer)
Michael Vogt (* 29. Dezember 1997 in Wangen SZ) ist ein Schweizer Bobfahrer. Seit 2018 ist er im Weltcup aktiv. 2021 wurde er in St. Moritz Juniorenweltmeister im Viererbob.

## Karriere
Der gebürtige Wangner war in seiner Jugend zunächst als Turner unterwegs und wurde später vom ehemaligen Welt- und Europameister Ivo Rüegg für den Bobsport entdeckt. Seit 2016 gehört er dem Schweizer Nationalkader an und bestritt ab der Saison 2017/18 zunächst einige Rennen im zweitklassigen Europa- und Nordamerika-Cup. Seinen ersten Start im Weltcup verzeichnete er im Zweierbob am 8. Dezember 2018 in Sigulda, wo er als 17. ins Ziel kam. In der Saison 2019/20 feierte er seine erste Podestplatzierung, als er im Rennen von La Plagne den 3. Platz erreichte. In der darauffolgenden Saison 2020/21 erzielte er seine bisher beste Platzierung im Weltcup, als er in Sigulda den 2. Platz erreichte. Seinen bis dahin grössten Erfolg konnte Vogt bei den Junioren-Weltmeisterschaften 2021 verzeichnen, als er auf der Bahn in St. Moritz nach Silber im Zweier Juniorenweltmeister im Viererbob wurde. Bereits bei den Juniorentitelkämpfen 2019 in Königssee hatte er in dieser Disziplin Bronze gewonnen.
Bei den Olympischen Winterspielen 2022 in Peking wurde er mit seinem Anschieber Sandro Michel im Zweierbob mit 25 Hundertstelsekunden Rückstand auf den Bronzerang Vierter und war beim deutschen Dreifacherfolg der beste nichtdeutsche Teilnehmer. Im Viererschlitten konnte er an diese Leistung nicht anknüpfen und belegte mit seinen Anschiebern Luca Rolli, Cyril Bieri und Sandro Michel abschliessend den 11. Rang.
In der Saison 2022/23 konnte Vogt sich mit seinem Team erneut steigern und platzierte sich insgesamt sechsmal auf einem Weltcup-Podest, darunter auch erstmals im Viererbob. Bei den Europameisterschaften 2023 in Altenberg gewann er Silber im Zweier und Bronze im Vierer. Bei den Heimweltmeisterschaften in St. Moritz gewann er mit der Bronzemedaille in der Zweierkonkurrenz das erste Mal Edelmetall bei einer Herren-WM. Im Viererbob wurde er mit seinem Team Fünfter.
Im ersten Rennen der Saison 2023/24 erreichte Vogt im Zweierbob auf der Olympiabahn von Yanqing als Dritter von nur elf startenden Bobs direkt seinen ersten Podestplatz der Saison. Beim Folgeweltcup in La Plagne gelang ihm im Zweierbob sein erster Weltcup-Sieg überhaupt. Auch die weitere Saison verlief zunächst erfreulich, vor allem im Zweier konnte Vogt Erfolge verzeichnen, darunter auch eine Silbermedaille bei der Bob-EM 2024 in Sigulda, als er den Europameistertitel nur um 6 Hundertstelsekunden verpasste. Einen Rückschlag erlebte Team Vogt im Vorfeld des Weltcups in Altenberg, als bei einem Trainingssturz, Anschieber Sandro Michel schwer verletzt wurde und sogar kurzzeitig in Lebensgefahr schwebte. Auch Vogt selber und die anderen Anschieber erlitten teils erhebliche Verletzungen und mussten auf das Rennwochenende sowie auf die Teilnahme an den Bob- und Skeleton-Weltmeisterschaften 2024 in Winterberg verzichten.
Aufgrund einer Bandscheibenoperation im Sommer 2024 verpasste Vogt den Weltcup-Start der Saison 2024/25 und stieg erst zum ersten Rennen des Jahres 2025 in Winterberg ein.

## Privates
Vogt besitzt eine Ausbildung als Polymechaniker und ist derzeit im Rahmen der Schweizer Spitzensportförderung Zeitmilitär in der Schweizer Armee. Er lebt in Wangen SZ. Seit 2022 ist er mit der Schweizer Bobpilotin Melanie Hasler liiert.

## Erfolge

### Weltmeisterschaften
- Whistler 2019: 5. im Viererbob, 13. im Zweierbob
- Altenberg 2020: 8. im Zweierbob, 9. im Viererbob
- Altenberg 2021: 5. im Zweierbob, 13. im Viererbob
- St. Moritz 2023: 3. im Zweierbob, 5. im Viererbob
- Lake Placid 2025: 5. im Zweierbob

### Olympische Spiele
- Peking 2022: 4. im Zweierbob, 11. im Viererbob